# Cody Longo
Cody Longo (* 4. März 1988 in Littleton, Colorado; † vor oder am 8. Februar 2023 in Austin, Texas) war ein US-amerikanischer Schauspieler.

## Leben
Longo begann seine Schauspielkarriere 2008 als „Dave“ in Ball Don't Lie. 2009 spielte er als „Andy Matthews“ in dem Film Fame – Der Weg zum Ruhm mit, bei Girls United – Gib Alles! übernahm er die Rolle des „Evan Whitbourne“. Ebenfalls spielte er als Gast in Serien mit, wie z. B. CSI: Den Tätern auf der Spur oder Make It or Break It.

## Filmografie
- 2006: Hip Hop Kidz: It's a Beautiful Thing
- 2008: Ball Don't Lie
- 2009: Medium – Nichts bleibt verborgen (Medium, Folge 5x06)
- 2009: Girls United – Gib Alles! (Bring It On: Fight to the Finish)
- 2009: Fame – Der Weg zum Ruhm (Fame)
- 2009: Three Rivers Medical Center (Three Rivers, Folge 1x04)
- 2009–2010: Make It or Break It (6 Folgen)
- 2010: High School – Wir machen die Schule dicht (High School)
- 2010: Brothers & Sisters (Folge 4x18)
- 2010: Piranha 3D
- 2011: Lovelives
- 2011: CSI: Den Tätern auf der Spur (CSI, Folge 11x19)
- 2011: Zeit der Sehnsucht (Days of our Lives, 4 Folgen)
- 2011: CSI: NY (2 Folgen)
- 2012: For the Love of Money
- 2012: Hollywood Heights (80 Folgen)
- 2012: The Silent Thief
- 2012: Not Today
- 2016: Secrets and Lies (Folge 2x06)
- 2018: Rich Boy, Rich Girl